# Sigmund Rogich
Sigmund Rogich Rogich (Vestmannaeyjar, 17 maggio 1944) è un imprenditore e diplomatico islandese, naturalizzato statunitense, ex ambasciatore degli Stati Uniti in Islanda.
Uomo d'affari e presidente di The Rogich Communications Group, è stato un facilitatore di affari e un esperto di pubbliche relazioni, in particolare delle gestione delle crisi aziendali.
Nel 1973 ha fondato la R&R Advertising di Las Vegas, ora R&R Partners, un'agenzia pubblicitaria e di marketing avente sede nel Nevada, che ha sponsorizzato le attività di Las Vegas per oltre 30 anni. Frank Sinatra, Donald Trump, Mike Tyson, Steve Wynn, Kirk Kerkorian e Sheldon Adelson sono stati alcuni protagonisti dei suoi rapporti di intrattenimento e di affari.
Rogich è stato consulente senior (per i rapporti con la stampa) per i presidenti repubblicani degli Stati uniti, compresi Ronald Reagan e George H. W. Bush. Inoltre, è  stato consulente senior per la campagna degli ex governatori del Nevada Mike O'Callaghan , Kenny Guinn e Jim Gibbons.

## Biografia
Nato in Islanda, nel 1954 la famiglia si trasferì nelle vicinanze di Las Vegas, dove il padre trovò impiego in una fabbrica di metalli al titanio. Successivamente, il padre ottenne il posto di lavoro di caporeparto in una società che produceva cartellonistica illuminata al neon per i casinò locali, mentre la sorella entrò a far parte del corpo di ballo del Folies Bergère, in compagnia di Sammy Davis Jr., col quale organizzò vari tour. 
Fin dalla più tenera età fu impegnato in vari mestieri, come quello di cameriere nei casinò di Las Vegas e di fattorino al The Lake Tahoe Hotel. Diplomatosi a Las Vegas, studiò giornalismo all'Università del Nevada e, ancora studente, fu iniziato l'interno dell'influente confraternita Sigma Alpha Epsilon nell'istituto.

Amico intimo di lunga data e consigliere di Paul Laxalt, ex governatore e senatore degli Stati Uniti dal Nevada, dal 1984 Rogich fu condirettore della Tuesday Team, un'agenzia pubblicitaria creata appositamente per stampare volantini e manifesti elettorali per la campagna elettorale del presidente Reagan (alias Reagan-Bush '84).
Nel 1973 fondò la R&R Advertising, che portò ad essere la maggiore agenzia pubblicitaria del Nevada. I suoi sforzi creativi con i partner di R&R, lo videro integralmente impegnato a ridare vita all'immagine pubblica di Las Vegas, nel corso di 25 anni di attivismo mediatico.
Durante il biennio 1987-88, Rogich fu nominato direttore dell'ufficio stampa con Roger Ailes, capo dei consiglieri mediatici del vice presidente George H. W. Bush durante la campagna per le elezioni presidenziali del 1988, per la quale curò la realizzazione di vari spot televisivi, oltre ad altre iniziative di propaganda per il Comitato Nazionale Repubblicano.
Lo spot TV intitolato Revolving Door durante la sfida elettorale del 1988 (girato in un penitenziario dello Utah) presentò il presunto profilo penale a carico del rivale democratico, il governatore Michael Dukakis. Al riguardo, ideò anche lo spot che mostrava Dukakis in primo piano, mentre navigava in un serbatoio in uno stabilimento della General Dynamics nel Michigan. Bush chiosò soddisfatto: "Roger Ailes e Sig Rogich vantano un credito per quell'annuncio. È stato il migliore di tutti". 

Un altro spot firmato da Rogich, I Remember You, trasmesso dalla RNC a luglio e agosto del 1988, impiegò la canzone omonima degli anni '40 per un video collage che associava gli sceicchi di petrolio e i gasdotti della presidenza Carter ad una generale indisposizione. Il vantaggio di Dukakis su Bush, che i sondaggi davano pari a 17 punti alla fine della convention dei Democratici a luglio, era stata azzerato nell'arco di un mese. Il Wall Street Journal ed il New York Times attribuirono la formidabile rimonta alla pubblicità I Remember You e all'assenza di una replica della controparte.
Se da un lato fu il supervisore di produzione di numerosi spot comparativi per conto di Bush, Rogich ebbe più volte modo di ripetere che preferiva una "forma morbida" di pubblicità, come quella che mostrava la nipote di Bush correre fra le sue braccia.
Dall'89 al '92, fu fisicamente dislocato nell'ala ovest della Casa Bianca a diretto riporto del presidente Bush. Nel '91, Bush lo nominò accompagnatore dell'ex premier sovietico Mikhail Gorbachev, durante il suo viaggio personale in tutto il Paese.

Terminato il compito, Rogich ottenne di poter tornare nel Paese d'origine, quale ambasciatore degli Stati Uniti in Islanda. Pochi mesi più tardi dovette rinunciare alla nomina per gestire personalmente gli ultimi mesi della campagna referendaria per la rielezione di Bush Sr. (Bush-Quayle '92), convocato del presidente e dal suo capo di stato maggiore, Jim Baker.
Rogich è stato un dei tesorieri della The Republican Governors Association, della quale era già stato amministratore nello Stato del Nevada per conto del presidente George W. Bush. Dopo aver donato una somma superiore a 100.000 dollari per le attività elettorali di Bush, si garantì l'ingresso nel club dei Bush Pioneer, dal quale fu estratto come uno dei primi sostenitori e consiglieri senior dell'amico di lunga data John McCain durante l'agone presidenziale del 2008.

Nel '95 si dedicò di nuovo alla consulenza, fondando la The Rogich Communications, un'azienda che ebbe nel proprio portafoglio-clienti le principali società di gioco di Las Vegas. 
Inoltre, ricoprì gli incarichi di presidente della Nevada Athletic Commission, di commissario nazionale per la boxe e di amministratore delegato di World Series of Fighting (WSOF).
Dopo l'episodio del morso dell'orecchio di Evander Holyfield nel '97, anche l'ex campione dei pesi massimi Mike Tyson decise di affidarsi alla sua esperienza nel settore, allo scopo di risanare la propria immagine pubblica, restituendole un valore commerciale appetibile per il mercato pubblicitario.

## Vita privata
Rogich è un bibliofilo ed un collezionista di libri, documenti e fotografie originali di Winston Churchill e di Theodore Roosevelt, suoi beniamini politici e ispiratori professionali.

## Attività extralavorative
Nel 2000 fu costruita a Summerlin, Nevada la prima scuola media intitolata a "Sig Rogich", a motivo del suo contributo all'istruzione in tale Stato. Dal '97, Rogich era infatti Presidente del Consiglio di amministrazione della Fondazione per l'istruzione pubblica nella Contea di Clark.

Contestualmente, è stato membro del Consiglio di Amministrazione di Opportunity Village, un'organizzazione di Las Vegas che fornisce supporto materiale a persone con disabilità intellettive; Keep Memory Alive, società filantropica attiva nel'elevare la consapevolezza dei disturbi cerebrali e dell'Alzheimer; membro del Comitato dei Garanti del Rock and Roll Hall of Fame; membro del comitato direttivo del sistema sanitario di Las Vegas e in quello di gestione delle acque, del comitato consultivo della Scuola di Giornalismo "Donald W. Reynolds" e della Commissione Atletica del Nevada per la Salute e Sicurezza della Boxe.